# Viktor Kancijanić
Viktor Kancijanić (Kocijančič) (Tinjan kod Pazina, 1. ožujka 1945. – Rumboci, kod planine Raduše, 2. srpnja 1972.), bio je hrvatski politički emigrant, revolucionar. Brat je dugogodišnjeg generalnog vikara Pulsko-porečke biskupije Marija Kancijanića.

## Životopis
Rodio se u Tinjanu 1945. godine. Sjemenište je pohađao u Pazinu, a kad ga je završio, upisao je Bogosloviju u Rijeci. Vremenom je uvidio da se ne će moći u potpunosti posvetiti svećeništvu pa je dogovorivši se s crkvenim starješinama napustio je studij teologije u Rijeci te je 1969. otišao u Salzburg studirati filozofiju.
Sredinom proljećarske 1971. saznao je da postoji organizacija Hrvatsko revolucionarno bratstvo kojim se oduševio. Pristupio mu je pod pseudonimom Veli Jože. Kao i drugi feniksovci imao je solidne uvjete egzistencije te perspektivu života u miru ostvariti i blagostanju zapadnoga demokratskog svijeta, no nije se mirio s time, jer im to nije bila glavna želja, nego je kao svi feniksovci živio za ideju hrvatske nacionalne slobode i državne neovisnosti. Stoga je ne dvojeći se pristao sudjelovati u pripremama akcije Fenix 72. U sklopu toga u prvoj polovici 1972. godine nekoliko je puta putovao u Italiju i ondašnju SFRJ. Tako je bio dijelom Bugojanske skupine koja je ušla u ondašnju SFRJ. Skupina se dvaput sukobila s JNA i milicijom. Nakon drugog okršaja koji je bio 27. srpnja 1972. godine, a zbio se u šumi Bukovcu iznad Ramskog jezera, Kancijanić je izgubio kontakt s ostatkom skupine. U luku je zaobišao Ramsko jezero preko sela Varvara te se večeri oko 21 sat 1. srpnja 1972. plivajući vratio u zaselak Donje Selo u Rumbocima podno planine Ruduše. Pretkraj mise 2. srpnja 1972. ubili su ga milicajci i udbaši blizu crkve Uznesenja Blažene Djevice Marije na Šćitu.

## Priznanja
U Kancijanićevom rodnom Tinjanu 15. je prosinca 2012. održana komemoracija u sklopu četrdesete obljetnice Akcije Feniks 72 koju su organizirali ogranci Družbe "Braća Hrvatskoga Zmaja", Zmajski stol Istarski i Zmajski stol Riječko-bakarski. Tom je prigodom izrađena spomen-ploča Viktoru Kancijaniću koja je u dogovoru s njegovom obitelji i mjesnim župnikom Ivanom Macinićem trebala biti postavljena na mjesnom groblju. Za to se zatražilo dopuštenje tinjanskih općinskih vlasti, no protiv tome pobunili su se predstavnici županijskih ogranka Socijalističke radničke partije (optužujući feniksovce kao "zadojene ustaškom ideologijom" i k tome dodao "Ako tome dodamo da je iz crkvenih krugova kojima koketiranje s fašizmom nije strano već stigla podrška, onda je krug zatvoren", v. Glas Istre od 13. prosinca 2012.) i udruge Saveza antifašističkih boraca i antifašista RH u Puli i još neki mjesni tinjanski viječnici IDS-a i SDP-a. 